# Lijst van Gymnophiona
Onderstaand een lijst van alle soorten amfibieën uit de orde wormsalamanders (Gymnophiona). De lijst is gebaseerd op Amphibian Species of the World.
Orde Gymnophiona
- Atretochoana eiselti
- Boulengerula boulengeri
- Boulengerula changamwensis
- Boulengerula denhardti
- Boulengerula fischeri
- Boulengerula niedeni
- Boulengerula taitana
- Boulengerula uluguruensis
- Brasilotyphlus braziliensis
- Brasilotyphlus guarantanus
- Caecilia abitaguae
- Caecilia albiventris
- Caecilia antioquiaensis
- Caecilia armata
- Caecilia attenuata
- Caecilia bokermanni
- Caecilia caribea
- Caecilia corpulenta
- Caecilia crassisquama
- Caecilia degenerata
- Caecilia disossea
- Caecilia dunni
- Caecilia flavopunctata
- Caecilia gracilis
- Caecilia guntheri
- Caecilia inca
- Caecilia isthmica
- Caecilia leucocephala
- Caecilia marcusi
- Caecilia mertensi
- Caecilia nigricans
- Caecilia occidentalis
- Caecilia orientalis
- Caecilia pachynema
- Caecilia perdita
- Caecilia pressula
- Caecilia subdermalis
- Caecilia subnigricans
- Caecilia subterminalis
- Caecilia tentaculata
- Caecilia tenuissima
- Caecilia thompsoni
- Caecilia volcani
- Caecilita iwokramae
- Chikila fulleri
- Chthonerpeton arii
- Chthonerpeton braestrupi
- Chthonerpeton exile
- Chthonerpeton indistinctum
- Chthonerpeton noctinectes
- Chthonerpeton onorei
- Chthonerpeton perissodus
- Chthonerpeton viviparum
- Crotaphatrema bornmuelleri
- Crotaphatrema lamottei
- Crotaphatrema tchabalmbaboensis
- Dermophis costaricense
- Dermophis glandulosus
- Dermophis gracilior
- Dermophis mexicanus
- Dermophis oaxacae
- Dermophis occidentalis
- Dermophis parviceps
- Epicrionops bicolor
- Epicrionops columbianus
- Epicrionops lativittatus
- Epicrionops marmoratus
- Epicrionops niger
- Epicrionops parkeri
- Epicrionops peruvianus
- Epicrionops petersi
- Gegeneophis carnosus
- Gegeneophis danieli
- Gegeneophis goaensis
- Gegeneophis krishni
- Gegeneophis madhavai
- Gegeneophis mhadeiensis
- Gegeneophis nadkarnii
- Gegeneophis pareshi
- Gegeneophis primus
- Gegeneophis ramaswamii
- Gegeneophis seshachari
- Geotrypetes angeli
- Geotrypetes pseudoangeli
- Geotrypetes seraphini
- Grandisonia alternans
- Grandisonia brevis
- Grandisonia larvata
- Grandisonia sechellensis
- Gymnopis multiplicata
- Gymnopis syntrema
- Herpele multiplicata
- Herpele squalostoma
- Hypogeophis rostratus
- Ichthyophis acuminatus
- Ichthyophis alfredi
- Ichthyophis asplenius
- Ichthyophis atricollaris
- Ichthyophis bannanicus
- Ichthyophis beddomei
- Ichthyophis bernisi
- Ichthyophis biangularis
- Ichthyophis billitonensis
- Ichthyophis bombayensis
- Ichthyophis daribokensis
- Ichthyophis davidi
- Ichthyophis dulitensis
- Ichthyophis elongatus
- Ichthyophis garoensis
- Ichthyophis glandulosus
- Ichthyophis glutinosus
- Ichthyophis humphreyi
- Ichthyophis husaini
- Ichthyophis hypocyaneus
- Ichthyophis javanicus
- Ichthyophis khumhzi
- Ichthyophis kodaguensis
- Ichthyophis kohtaoensis
- Ichthyophis lakimi
- Ichthyophis laosensis
- Ichthyophis larutensis
- Ichthyophis longicephalus
- Ichthyophis mindanaoensis
- Ichthyophis monochrous
- Ichthyophis moustakius
- Ichthyophis nguyenorum
- Ichthyophis nigroflavus
- Ichthyophis nokrekensis
- Ichthyophis orthoplicatus
- Ichthyophis paucidentulus
- Ichthyophis paucisulcus
- Ichthyophis pseudangularis
- Ichthyophis sendenyu
- Ichthyophis sikkimensis
- Ichthyophis singaporensis
- Ichthyophis sumatranus
- Ichthyophis supachaii
- Ichthyophis tricolor
- Ichthyophis weberi
- Ichthyophis youngorum
- Idiocranium russeli
- Indotyphlus battersbyi
- Indotyphlus maharashtraensis
- Luetkenotyphlus brasiliensis
- Microcaecilia albiceps
- Microcaecilia grandis
- Microcaecilia iyob
- Microcaecilia rabei
- Microcaecilia rochai
- Microcaecilia supernumeraria
- Microcaecilia taylori
- Microcaecilia trombetas
- Microcaecilia unicolor
- Mimosiphonops reinhardti
- Mimosiphonops vermiculatus
- Nectocaecilia petersii
- Oscaecilia bassleri
- Oscaecilia elongata
- Oscaecilia equatorialis
- Oscaecilia hypereumeces
- Oscaecilia koepckeorum
- Oscaecilia ochrocephala
- Oscaecilia osae
- Oscaecilia polyzona
- Oscaecilia zweifeli
- Parvicaecilia nicefori
- Parvicaecilia pricei
- Potamotyphlus kaupii
- Praslinia cooperi
- Rhinatrema bivittatum
- Rhinatrema ron
- Rhinatrema shiv
- Schistometopum gregorii
- Schistometopum thomense
- Scolecomorphus kirkii
- Scolecomorphus uluguruensis
- Scolecomorphus vittatus
- Siphonops annulatus
- Siphonops hardyi
- Siphonops insulanus
- Siphonops leucoderus
- Siphonops paulensis
- Sylvacaecilia grandisonae
- Typhlonectes compressicauda
- Typhlonectes natans
- Uraeotyphlus gansi
- Uraeotyphlus interruptus
- Uraeotyphlus malabaricus
- Uraeotyphlus menoni
- Uraeotyphlus narayani
- Uraeotyphlus oommeni
- Uraeotyphlus oxyurus